# Thiên Thụy Công chúa
Thiên Thụy Công chúa (chữ Hán: 天瑞公主; ? – 16 tháng 12 năm 1308), là một công chúa nhà Trần.
Theo thần tích, bà là người có công lớn trong việc khai khẩn đất hoang, lập điền trang trồng cấy lương thực, mở chợ cho dân buôn bán, quy tụ dân trong vùng đến làm ăn sinh sống, hình thành nên trang Nghi Dương (nay là xã Ngũ Phúc, huyện Kiến Thụy, thành phố Hải Phòng).

## Thân thế
Thiên Thụy công chúa có khá ít tư liệu chính sử. Chỉ biết bà là một hoàng nữ, con gái của Trần Thánh Tông và là chị gái của Trần Nhân Tông. Không rõ mẹ sinh của bà là ai, có lẽ là Nguyên Thánh Thiên Cảm hoàng hậu Trần Thị Thiều,con gái thứ năm của An Sinh vương Trần Liễu và là em gái của Hưng Đạo Đại vương Trần Quốc Tuấn. Có thuyết nói bà là con của Cung phi Ngọc Lan.
Theo một số huyền tích, bà có tên là Trần Quỳnh Trân hoặc Trần Quỳnh Nga, con gái của Trần Thánh Tông với cung phi Vũ Thị Ngọc Lan, là chị của hoàng tử Trần Đức Việp và các công chúa Chiêu Hoa, Chiêu Chinh. Tuy nhiên thông tin này chỉ ở phạm vi thần tích, một dạng thông tin thần thánh hóa nhân vật, độ xác thực không thể kiểm chứng được nên chỉ ghi như vậy.

## Cuộc đời
Ghi chép về Thiên Thụy công chúa khá vắn tắt, chủ yếu bà được biết đến là chị của Trần Nhân Tông và có mối quan hệ tình cảm với Nhân Huệ vương Trần Khánh Dư, người được Trần Thái Tông nhận làm Thiên tử nghĩa nam.
Trong Chiến tranh Nguyên Mông-Đại Việt lần thứ nhất, Trần Khánh Dư là tướng trẻ, lập được công lao nên được Thái thượng hoàng đế Trần Thái Tông nhận làm con nuôi. Nhờ đó, ông được tự do ra vào cung cấm và Trần Khánh Dư đã gặp Thiên Thụy công chúa. Khoảng thời gian đấy, nếu có lập quân công được thì Trần Khánh Dư ít nhiều phải ngang tuổi với Trần Thánh Tông, và nếu quả thật như vậy thì Trần Khánh Dư khá là lớn tuổi hơn nếu so với Thiên Thụy công chúa.
Hưng Đạo vương Trần Hưng Đạo đã hỏi xin cưới Thiên Thụy công chúa cho con trai là Hưng Vũ vương Trần Quốc Nghiễn. Trần Thánh Tông đã hứa gả. Chuyện vỡ lở, Trần Khánh Dư bị phạt vì tội thông dâm, bị xử đánh đến chết. Tuy vậy ông được xử nhẹ nên thoát chết, bị phế truất binh quyền và tịch thu gia sản. Trong khi đó Thiên Thụy công chúa không được ghi chép ra sao, cũng không thấy ghi chép về việc bà kết hôn.
Năm 1282, trước Chiến tranh Nguyên Mông-Đại Việt lần thứ hai, Trần Khánh Dư được phục chức. Theo ĐVSKTT ghi lại, Trần Khánh Dư lại không sửa hết lỗi lầm, đây có lẽ ý chỉ việc ông vẫn còn quan hệ qua lại với Thiên Thụy công chúa. Từ đây, không có ghi chép về hành trạng của bà mãi cho đến khi bà qua đời.
Tháng 10 âm lịch năm Mậu Thân (1308), Thiên Thụy công chúa ốm nặng, Trần Nhân Tông bấy giờ là Thái thượng hoàng, đang tu trên núi Yên Tử cũng phải xuống núi để đến thăm công chúa. Thượng hoàng nói: "Nếu em đã đến ngày đến giờ thì cứ đi, thấy âm phủ có hỏi thì trả lời rằng: Xin đợi một chút, anh tôi là Trúc Lâm đại sĩ sẽ tới ngay". Ngày 3 tháng 11 cùng năm (tức 16 tháng 12 năm 1308), Thiên Thụy công chúa mất, không rõ bao nhiêu tuổi. Cùng ngày hôm đó, Nhân Tông cũng băng hà.

## Xuất gia
Theo dã sử, khoảng đầu năm 1284, Trần Nhân Tông buộc lòng phải lệnh cho Thiên Thụy công chúa xuất gia về một vùng quê hẻo lánh ven sông Văn Úc.
Thiên Thụy công chúa đến một mảnh đất ven sông Văn Úc chọn một gò đất cao lập am tu hành. Tại đây, bà lập điền trang trồng cấy lương thực, mở chợ, quy tụ dân trong vùng đến làm ăn sinh sống, hình thành nên trang Nghi Dương. Am nhỏ được bà dựng thành chùa.
Bà còn cứu cấp chẩn bần, đem kiến thức của mình giáo hóa nhân dân, khuyến khích dân khai hoang, phát triển nông trang, lập thêm làng. Những năm thiên tai mất mùa, bà xin vua miễn thuế cho năm xã trong vùng.
Năm 1285, trong cuộc chiến với quân Nguyên Mông, để tìm cách hoãn binh, triều đình dự định cử người sang gặp Thoát Hoan để cầu hòa. Ngoài các lễ vật, Thiên Thụy công chúa được chọn dâng cho Thoát Hoan để cầu thân. Tuy nhiên bà kiên quyết phản đối, Nhân Tông đành cho bà trở về chốn tu hành, thay vào đó là An Tư công chúa.
Trong thời gian tu hành, bà trồng một cây gạo với ước nguyện nhân dân no đủ, thóc gạo dồi dào. Sau bà trở thành ni sư nổi tiếng, pháp danh Thiền Đức đại ni.

## Di sản
Khi Thiên Thuỵ công chúa còn sống, đêm đến bà gõ mõ tụng kinh niệm Phật, ban ngày tiếng mõ là hiệu lệnh tập hợp nhân dân đi làm, ăn uống, nghỉ ngơi. Khi bà qua đời, người dân quanh vùng lập đền thờ bà, tôn bà làm Phúc thần và lấy tiếng mõ là tên cho đền để tưởng nhớ công đức của bà, đền Mõ. Ngoài ra những địa danh lân cận cũng cùng tên là chùa Mõ, tổng Mõ, chợ Mõ.
Công lao của bà được ghi nhận bằng 11 bản sắc phong của các triều đại. Cây gạo do bà trồng được Hội Bảo vệ thiên nhiên và môi trường Việt Nam công nhận là Cây di sản Việt Nam. Tại thời điểm được công nhận là cây di sản vào năm 2011, cây gạo này 727 tuổi, đồng thời được Trung tâm sách Kỷ lục Việt Nam phong danh hiệu Cây gạo cổ thụ nhiều năm tuổi nhất ở Việt Nam.